# Abu Dhabis Grand Prix 2024
Abu Dhabis Grand Prix 2024, officiellt Formula 1 Etihad Airways Abu Dhabi Grand Prix 2024, är ett Formel 1-lopp som kommer att köras den 8 december 2024 på Yas Marina Circuit i Förenade Arabemiraten. Loppet är det tjugofjärde och sista loppet ingående i Formel 1-säsongen 2024 och kommer att köras över 58 varv.

## Ställning i mästerskapet före loppet
| Pos. | Förare            | Poäng |
| ---- | ----------------- | ----- |
| 1 ▬  | Max Verstappen*   | 429   |
| 2 ▬  | Lando Norris      | 349   |
| 3 ▬  | Charles Leclerc   | 341   |
| 4 ▬  | Oscar Piastri     | 291   |
| 5 ▬  | Carlos Sainz, Jr. | 272   |

| Pos. | Konstruktör           | Poäng |
| ---- | --------------------- | ----- |
| 1 ▬  | McLaren-Mercedes      | 640   |
| 2 ▬  | Ferrari               | 619   |
| 3 ▬  | Red Bull              | 581   |
| 4 ▬  | Mercedes              | 446   |
| 5 ▬  | Aston Martin-Mercedes | 92    |

- Notering: Endast de fem bästa placeringarna i vardera mästerskap finns med på listorna.

- Tävlande markerad i fetstil och med asterisk är världsmästare 2024.

## Kvalet
Kvalet kördes den 7 december 2024, klockan 18:00 lokal tid (UTC+4).
| Pos.                   | Nr. | Förare           | Konstruktör                  | Kvaltider | Kvaltider | Kvaltider | Start- grid |
| Pos.                   | Nr. | Förare           | Konstruktör                  | Q1        | Q2        | Q3        | Start- grid |
| ---------------------- | --- | ---------------- | ---------------------------- | --------- | --------- | --------- | ----------- |
| 1                      | 4   | Lando Norris     | McLaren-Mercedes             | 1:23.682  | 1:23.098  | 1:22.595  | 1           |
| 2                      | 81  | Oscar Piastri    | McLaren-Mercedes             | 1:23.640  | 1:23.199  | 1:22.804  | 2           |
| 3                      | 55  | Carlos Sainz Jr. | Ferrari                      | 1:23.487  | 1:22.985  | 1:22.824  | 3           |
| 4                      | 27  | Nico Hülkenberg  | Haas-Ferrari                 | 1:23.722  | 1:23.040  | 1:22.886  | 71          |
| 5                      | 1   | Max Verstappen   | Red Bull Racing-Honda RBPT   | 1:23.516  | 1:22.998  | 1:22.945  | 4           |
| 6                      | 10  | Pierre Gasly     | Alpine-Renault               | 1:23.548  | 1:23.086  | 1:22.984  | 5           |
| 7                      | 63  | George Russell   | Mercedes                     | 1:23.678  | 1:23.283  | 1:23.132  | 6           |
| 8                      | 14  | Fernando Alonso  | Aston Martin Aramco-Mercedes | 1:23.794  | 1:23.268  | 1:23.196  | 8           |
| 9                      | 77  | Valtteri Bottas  | Kick Sauber-Ferrari          | 1:23.481  | 1:23.341  | 1:23.204  | 9           |
| 10                     | 11  | Sergio Pérez     | Red Bull Racing-Honda RBPT   | 1:23.559  | 1:23.379  | 1:23.264  | 10          |
| 11                     | 22  | Yuki Tsunoda     | RB-Honda RBPT                | 1:23.735  | 1:23.419  | N/A       | 11          |
| 12                     | 30  | Liam Lawson      | RB-Honda RBPT                | 1:23.733  | 1:23.472  | N/A       | 12          |
| 13                     | 18  | Lance Stroll     | Aston Martin Aramco-Mercedes | 1:23.729  | 1:23.784  | N/A       | 13          |
| 14                     | 16  | Charles Leclerc  | Ferrari                      | 1:23.302  | 1:23.833  | N/A       | 192         |
| 15                     | 20  | Kevin Magnussen  | Haas-Ferrari                 | 1:23.632  | 1:23.877  | N/A       | 14          |
| 16                     | 23  | Alexander Albon  | Williams-Mercedes            | 1:23.821  | N/A       | N/A       | 183         |
| 17                     | 24  | Zhou Guanyu      | Kick Sauber-Ferrari          | 1:23.880  | N/A       | N/A       | 15          |
| 18                     | 44  | Lewis Hamilton   | Mercedes                     | 1:23.887  | N/A       | N/A       | 16          |
| 19                     | 43  | Franco Colapinto | Williams-Mercedes            | 1:23.912  | N/A       | N/A       | 204         |
| 20                     | 61  | Jack Doohan      | Alpine-Renault               | 1:24.105  | N/A       | N/A       | 17          |
| 107 %-gränsen:1:29.133 |     |                  |                              |           |           |           |             |
| Källor:                |     |                  |                              |           |           |           |             |

Noter
- ^1  – Nico Hülkenberg fick tre platsers nedflyttnings för att ha kört om två bilar i tunnelsektionen av depåutfarten under Q1.[2][3]
- ^2  – Charles Leclerc fick tio platsers nedflyttnings för att ha tagit en tredje energy store.[2][4]
- ^3  – Alexander Albon fick fem platsers nedflyttning för att ha tagit en sjätte växellåda.[2][5]
- ^4  – Franco Colapinto fick fem platsers nedflyttning för att ha tagit en sjunde växellåda.[2][5]

## Loppet
Loppet kördes den 8 december 2024, klockan 17:00 lokal tid (UTC+4), och kördes över 58 varv.
| Pos.                                                                | Nr. | Förare           | Konstruktör                  | Varv | Tid/Bröt        | Placering | Poäng |
| ------------------------------------------------------------------- | --- | ---------------- | ---------------------------- | ---- | --------------- | --------- | ----- |
| 1                                                                   | 4   | Lando Norris     | McLaren-Mercedes             | 58   | 1:26:33.291     | 1         | 25    |
| 2                                                                   | 55  | Carlos Sainz Jr. | Ferrari                      | 58   | +5.832          | 3         | 18    |
| 3                                                                   | 16  | Charles Leclerc  | Ferrari                      | 58   | +31.928         | 19        | 15    |
| 4                                                                   | 44  | Lewis Hamilton   | Mercedes                     | 58   | +36.483         | 16        | 12    |
| 5                                                                   | 63  | George Russell   | Mercedes                     | 58   | +37.538         | 6         | 10    |
| 6                                                                   | 1   | Max Verstappen   | Red Bull Racing-Honda RBPT   | 58   | +49.847         | 4         | 8     |
| 7                                                                   | 10  | Pierre Gasly     | Alpine-Renault               | 58   | +1:12.560       | 5         | 6     |
| 8                                                                   | 27  | Nico Hülkenberg  | Haas-Ferrari                 | 58   | +1:15.554       | 7         | 4     |
| 9                                                                   | 14  | Fernando Alonso  | Aston Martin Aramco-Mercedes | 58   | +1:22.373       | 8         | 2     |
| 10                                                                  | 81  | Oscar Piastri    | McLaren-Mercedes             | 58   | +1:23.821       | 2         | 1     |
| 11                                                                  | 23  | Alexander Albon  | Williams-Mercedes            | 57   | +1 varv         | 18        |       |
| 12                                                                  | 22  | Yuki Tsunoda     | RB-Honda RBPT                | 57   | +1 varv         | 11        |       |
| 13                                                                  | 24  | Zhou Guanyu      | Kick Sauber-Ferrari          | 57   | +1 varv         | 15        |       |
| 14                                                                  | 18  | Lance Stroll     | Aston Martin Aramco-Mercedes | 57   | +1 varv1        | 13        |       |
| 15                                                                  | 61  | Jack Doohan      | Alpine-Renault               | 57   | +1 varv         | 17        |       |
| 16                                                                  | 20  | Kevin Magnussen  | Haas-Ferrari                 | 57   | +1 varv         | 14        |       |
| 172                                                                 | 30  | Liam Lawson      | RB-Honda RBPT                | 55   | Bromsar         | 12        |       |
| DNF                                                                 | 77  | Valtteri Bottas  | Kick Sauber-Ferrari          | 30   | Kollisionsskada | 9         |       |
| DNF                                                                 | 43  | Franco Colapinto | Williams-Mercedes            | 26   | Motor           | 20        |       |
| DNF                                                                 | 11  | Sergio Pérez     | Red Bull Racing-Honda RBPT   | 0    | Kollision       | 10        |       |
| Snabbaste varv: Kevin Magnussen (Haas-Ferrari) – 1:25.637 (varv 57) |     |                  |                              |      |                 |           |       |
| Källor:                                                             |     |                  |                              |      |                 |           |       |

Noter
- ^1  – Lance Stroll kom på tolfte plats, men fick fem sekunders bestraffningar för att ha kört utanför bangränsen.[8]
- ^2  – Liam Lawson klassificerades då han kört mer än 90% av loppet.[8]

## Slutgiltig ställning i mästerskapet
| Pos. | Förare            | Poäng |
| ---- | ----------------- | ----- |
| 1 ▬  | Max Verstappen*   | 437   |
| 2 ▬  | Lando Norris      | 374   |
| 3 ▬  | Charles Leclerc   | 356   |
| 4 ▬  | Oscar Piastri     | 292   |
| 5 ▬  | Carlos Sainz, Jr. | 290   |

| Pos. | Konstruktör           | Poäng |
| ---- | --------------------- | ----- |
| 1 ▬  | McLaren-Mercedes*     | 666   |
| 2 ▬  | Ferrari               | 652   |
| 3 ▬  | Red Bull              | 589   |
| 4 ▬  | Mercedes              | 468   |
| 5 ▬  | Aston Martin-Mercedes | 94    |

- Notering: Endast de fem bästa placeringarna i vardera mästerskap finns med på listorna.

- Tävlande markerad i fetstil och med asterisk är världsmästare 2024.